# Pseuderanthemum siamense
Pseuderanthemum siamense är en akantusväxtart som beskrevs av Imlay. Pseuderanthemum siamense ingår i släktet Pseuderanthemum och familjen akantusväxter. Inga underarter finns listade i Catalogue of Life.